# Architetti della Resurrezione
Gli Architetti della Resurrezione (in gaelico: Ailtirí na hAiséirghe) sono stati un partito politico irlandese di ispirazione fascista, cattolica e nazionalista.

## Storia
Fondato nel 1942 da Gearóid Ó Cuinneagáin, il partito si contraddistinse per l'enfasi posta sulla conservazione dell'identità nazionale irlandese. La criminalizzazione dell'utilizzo pubblico della lingua inglese e la previsione di misure discriminatorie nei confronti degli ebrei saranno i due elementi più lampanti di questo atteggiamento.
La tensione nazionalista e religiosa del movimento lo condusse ad immaginare la creazione di uno Stato "missionario-ideologico" di natura totalitaria, monopartitica ed economicamente ispirato ai principi cristiani e corporativi. Altro importante obiettivo del partito fu la liberazione dell'Irlanda del Nord. Durante la seconda guerra mondiale simpatizzò per le potenze dell'Asse.
Il partito fu uno dei tanti movimenti di estrema destra sorti in Irlanda nel periodo a cavallo tra le due guerre mondiali. Esso comunque non riuscì mai ad ottenere risultati politici significativi. Alle elezioni generali del 1943 e del 1944 non conquistò nessun seggio, mentre alle elezioni locali del 1945 ottenne il suo miglior risultato guadagnando circa 11 000 voti e facendo eleggere nove consiglieri.
Nonostante i risultati non esaltanti il partito poté contare sul sostegno di importanti uomini di cultura, come gli scrittori Brian Cleeve e Breandán Ó hEithir ed il filosofo Terence Gray, meglio conosciuto con lo pseudonimo di Wei Wu Wei. Tra i simpatizzanti vi fu anche il membro dell'IRA Seán South. Inoltre diversi esponenti del movimento proseguirono con successo la carriera politica in altri partiti.
Dal 1945 in poi le frizioni interne al partito ne causeranno il graduale declino. Nel 1958 ebbe luogo l'ultima riunione formale. Il giornale del movimento, tuttavia, continuerà ad essere regolarmente stampato fino agli anni '70.